# Ulf Danielsson
Ulf Hans Danielsson, född 6 april 1964 i Klenshyttan i Ludvika kommun, är en svensk fysiker och professor i teoretisk fysik. Han har varit sektionsdekan för fysik och vicerektor för Uppsala universitet.

## Biografi
Danielsson växte upp i Ludvika och studerade fysik vid Uppsala universitet. Han doktorerade i teoretisk fysik vid Princeton University med David J. Gross (sedermera Nobelpristagare) som handledare, varefter han tillbringade två år vid CERN. Hans forskningsintressen kretsar främst kring strängteori och kosmologi. År 2008 mottog han Göran Gustafssons pris ”för sin forskning om partikelfysikens strängteori, där han bland annat nått uppmärksammade resultat gällande olika typer av svarta hål som ryms inom teorin.”
Förutom flitig produktion av fackartiklar förekommer han ofta i populärvetenskapliga sammanhang, exempelvis i tidskriften Forskning & Framsteg, i Vetenskapens värld och Muren (TV-program) i Sveriges Television samt i Vetandets värld och Filosofiska rummet i Sveriges Radio. Danielsson har också skrivit böckerna Stjärnor och äpplen som faller (2003, även översatt till tyska, norska och holländska), Den bästa av världar (2008), Mörkret vid tidens ände (2015), Vårt klot så ömkligt litet (2016) och Världen själv (2020).
Danielsson är ledamot i Kungliga Vetenskapssamhället i Uppsala och Kungliga Vetenskapsakademin sedan 11 februari 2009.
Den 22 juli 2010 var han värd för radioprogrammet Sommar i P1, och under 2013 och 2014 har han även medverkat i Sveriges Televisions program På spåret, då i lag med Martina Thun – programledare för Morgonpasset i Sveriges Radio P3, i vilket Ulf Danielsson medverkat i flera gånger.
År 2018 stod han på Dramaten i sin egen föreställning "Performance Lecture: Om universum" där han på ett populärvetenskapligt sätt förklarade universums storhetet och märkligheter.
År 2020 utgav Danielsson boken Världen själv som består av åtta essäer som redogör för författarens världsbild. Det huvudsakliga temat i boken är Danielssons kritik mot tesen att universum ytterst är en matematisk struktur, vilken drivs av bland annat den svenskamerikanske fysikern och kosmologen Max Tegmark. Danielsson betraktar istället matematiken som en modell för att förstå verkligheten och betonar att det är skillnad på modell och verklighet. Danielsson ifrågasätter inte existensen av en objektiv verklighet men han menar att den består av materia istället för matematik och att den kan beskrivas av en fysik vi saknar förståelse för. I boken argumenterar han även mot påståenden som att vi befinner oss i en simulering och att vi har en fri vilja.

## Utmärkelser, ledamotskap och priser
- H. M. Konungens medalj i guld av 8:e storleken i Serafimerordens band (Kon:sGM8mserafb, 2022) för framstående folkbildande insatser som teoretisk fysiker[18]
- Ledamot nr 1583 av Kungliga Vetenskapsakademien (LVA, 2009)
- 2005 – Disapriset för sin populärvetenskapliga gärning[2]
- 2008 – Siripriset för Den bästa av världar
- 2008 – Göran Gustafssonpriset i fysik
- 2009 – Thuréus-priset
- 2015 – Ingemar Hedenius-priset
- 2016 – Harry Martinson-priset
- 2017 – Karin Gierows pris